# Kaitoku
 (janvier 2023).
Le Kaitoku (海徳海山, Kaitoku kaizan, littéralement « mont sous-marin Kaitoku ») est un mont sous-marin de l'océan Pacifique situé en mer des Philippines, à l'ouest de l'archipel Ogasawara, dans les eaux territoriales japonaises. Ce volcan actif de l'arc Izu-Bonin-Mariannes d'environ 3 000 mètres de hauteur s'élève jusqu'à 95 mètres sous le niveau de la mer.

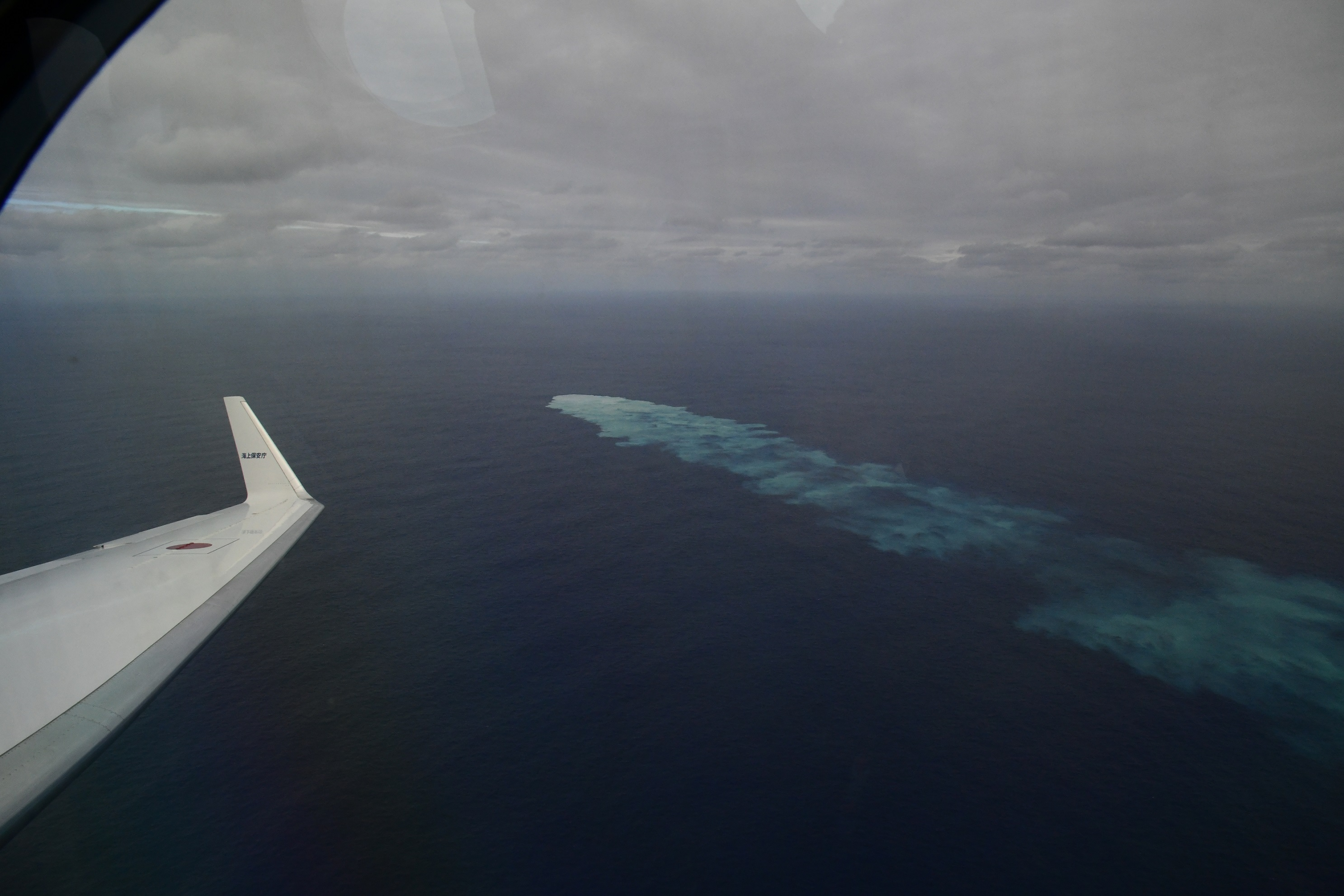
Vue aérienne d'un panache volcanique sous-marin émis par le Kaitoku le 25 novembre 2022.

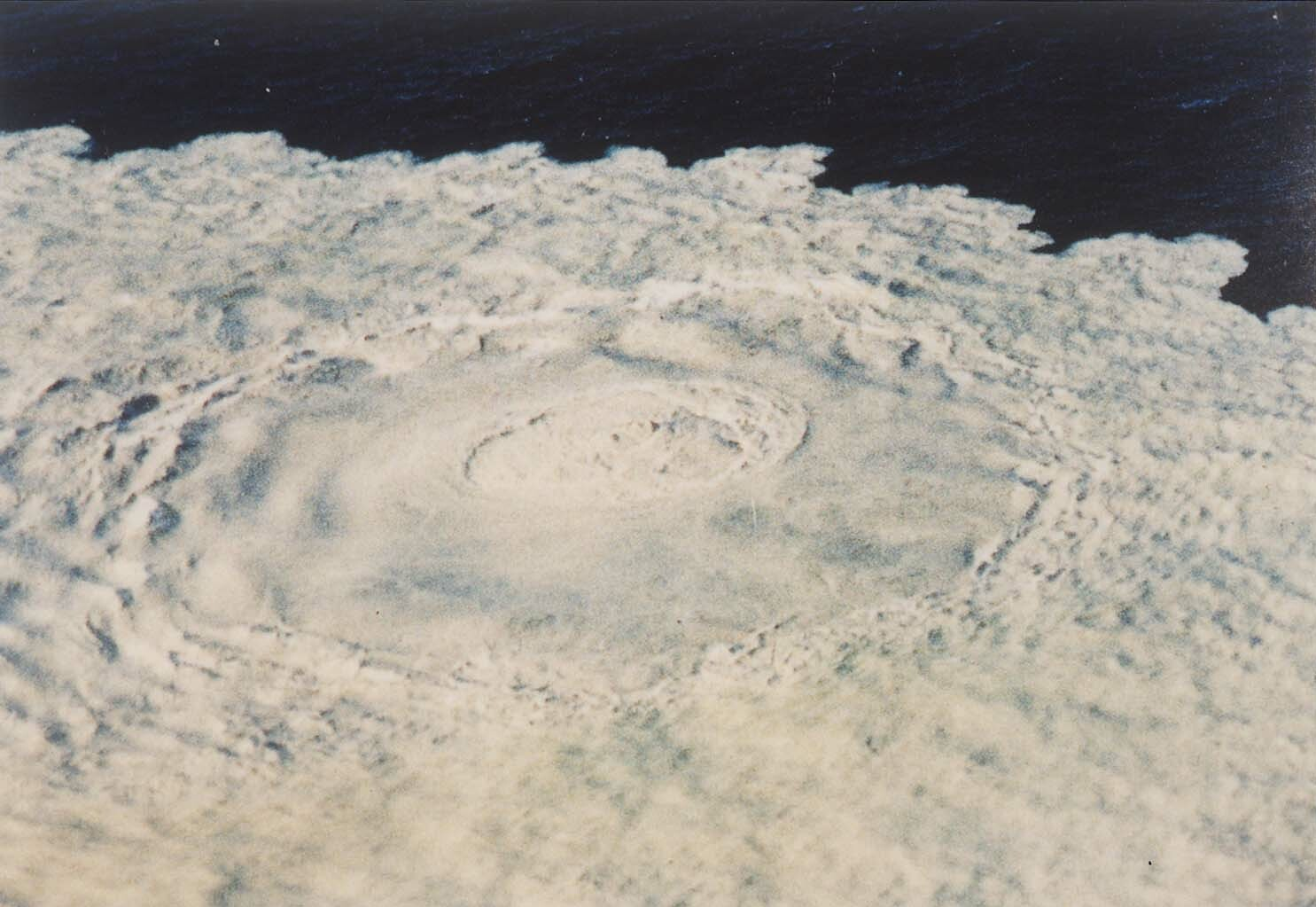
Vue aérienne du panache volcanique sous-marin émis par le Kaitoku lors de son éruption de 1984.